# パーチェ・デル・メーラ
パーチェ・デル・メーラ（イタリア語: Pace del Mela）は、イタリア共和国シチリア州メッシーナ県にある、人口約6,200人の基礎自治体（コムーネ）。

## 地理

### 位置・広がり
メッシーナ県のコムーネ。県都メッシーナから西へ22kmの距離にある。

#### 隣接コムーネ
隣接するコムーネは以下の通り。
- コンドロ
- グアルティエーリ・シカミノ
- サン・フィリッポ・デル・メーラ
- サン・ピエール・ニチェート
- サンタ・ルチーア・デル・メーラ